# Melanoleuca cinereifolia
Melanoleuca cinereifolia är en svampart som först beskrevs av Marcel Bon, och fick sitt nu gällande namn av Marcel Bon 1978. Enligt Catalogue of Life ingår Melanoleuca cinereifolia i släktet Melanoleuca,  och familjen Tricholomataceae, men enligt Dyntaxa är tillhörigheten istället släktet Melanoleuca,  och familjen Chromocyphellaceae. Artens status i Sverige är: Ej påträffad. Inga underarter finns listade i Catalogue of Life.